# Atomowa Kwatera Dowodzenia

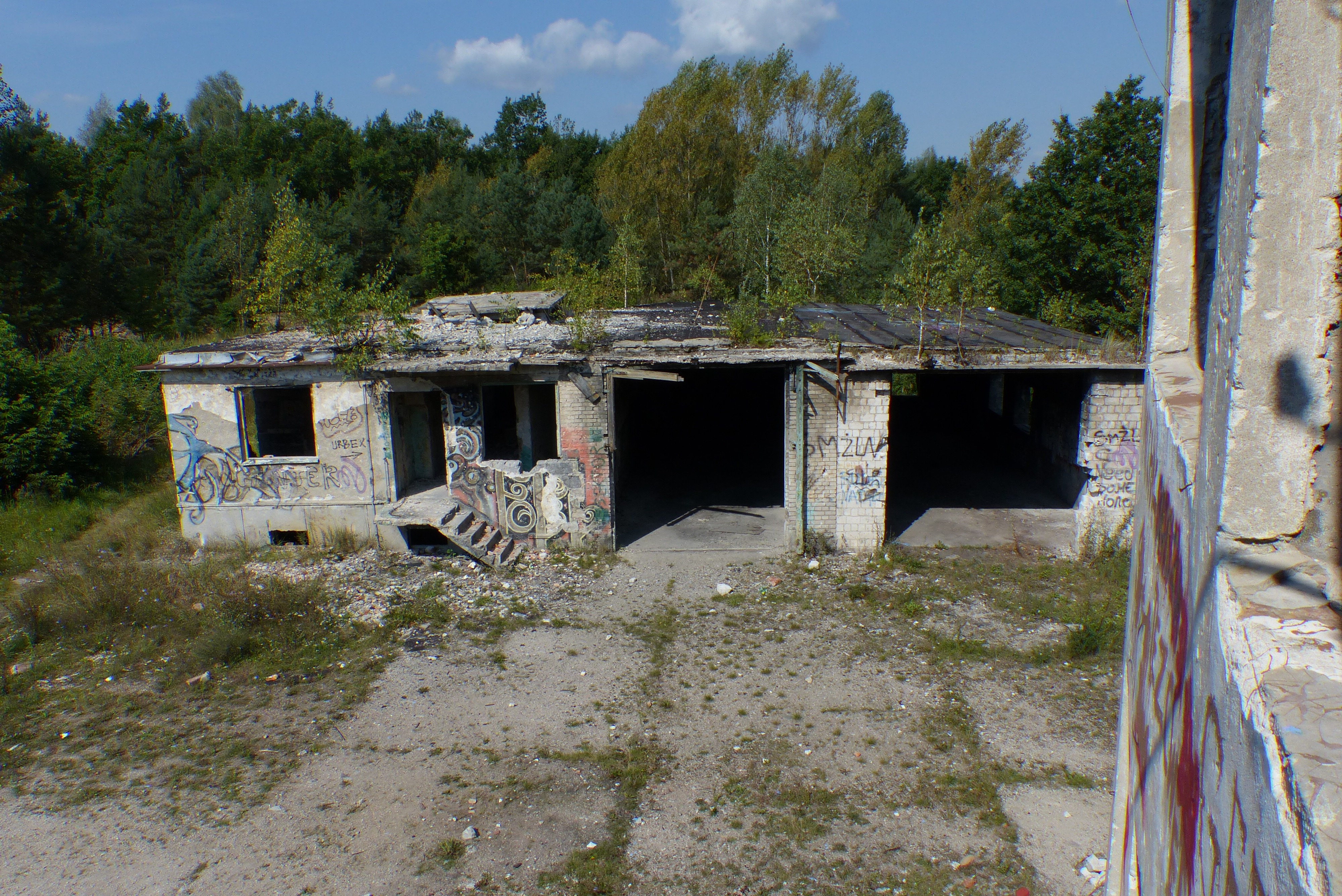
Zdewastowany obiekt nr 1 (stan na 2014)

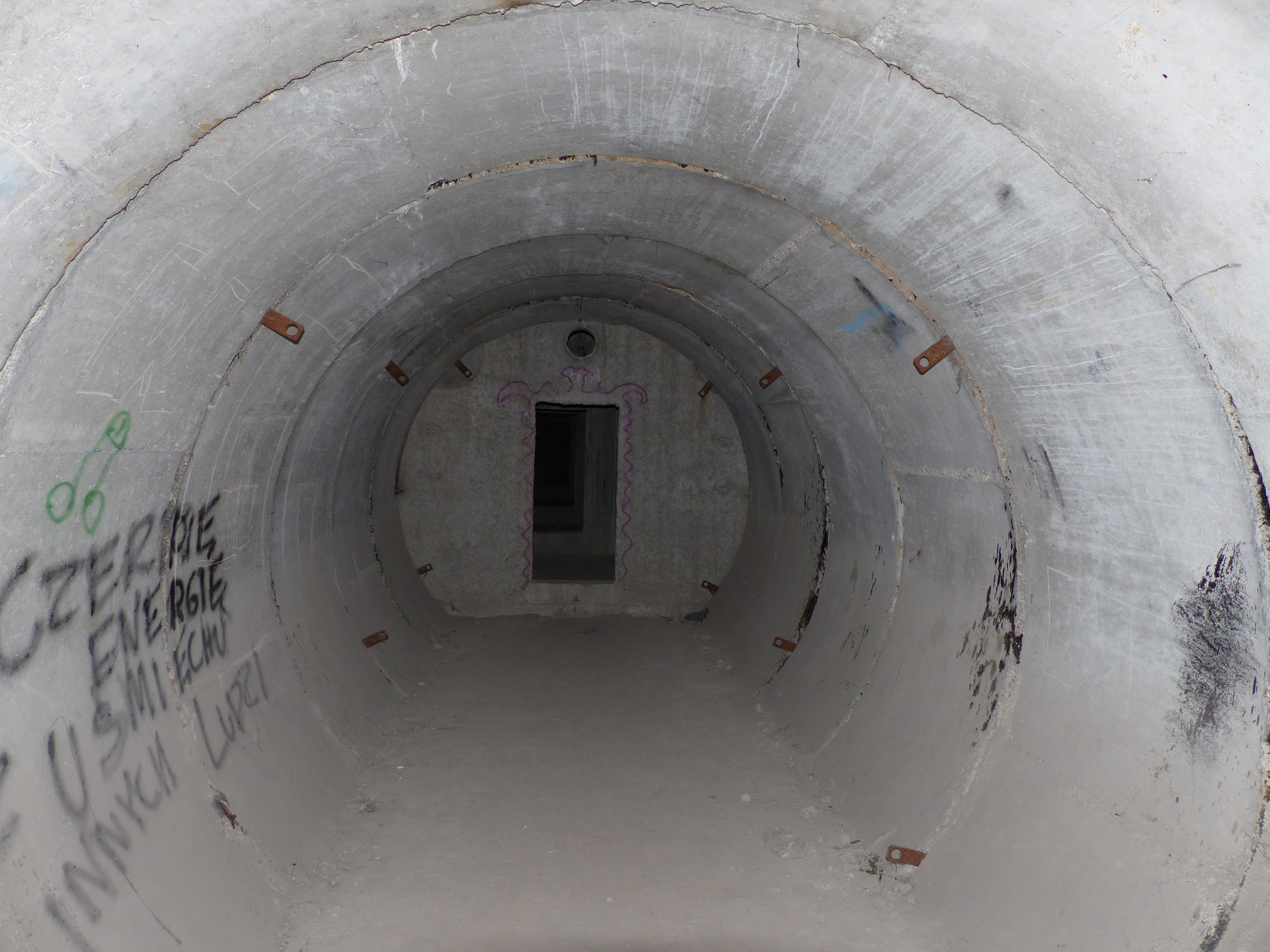
Nieukończone podziemne koszary (stan na 2014)

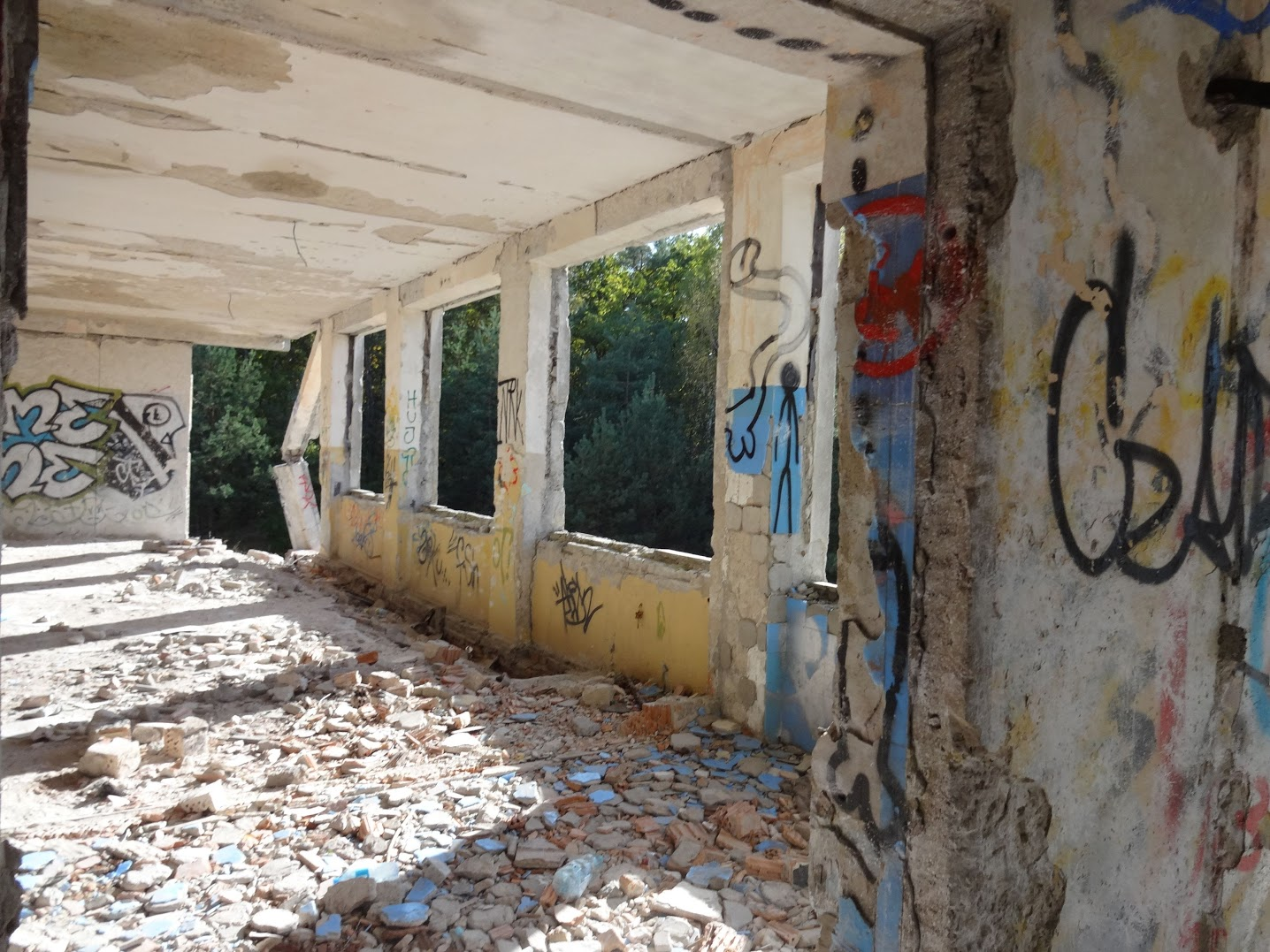
Wnętrze obiektu nr 2 (stan na 2016)

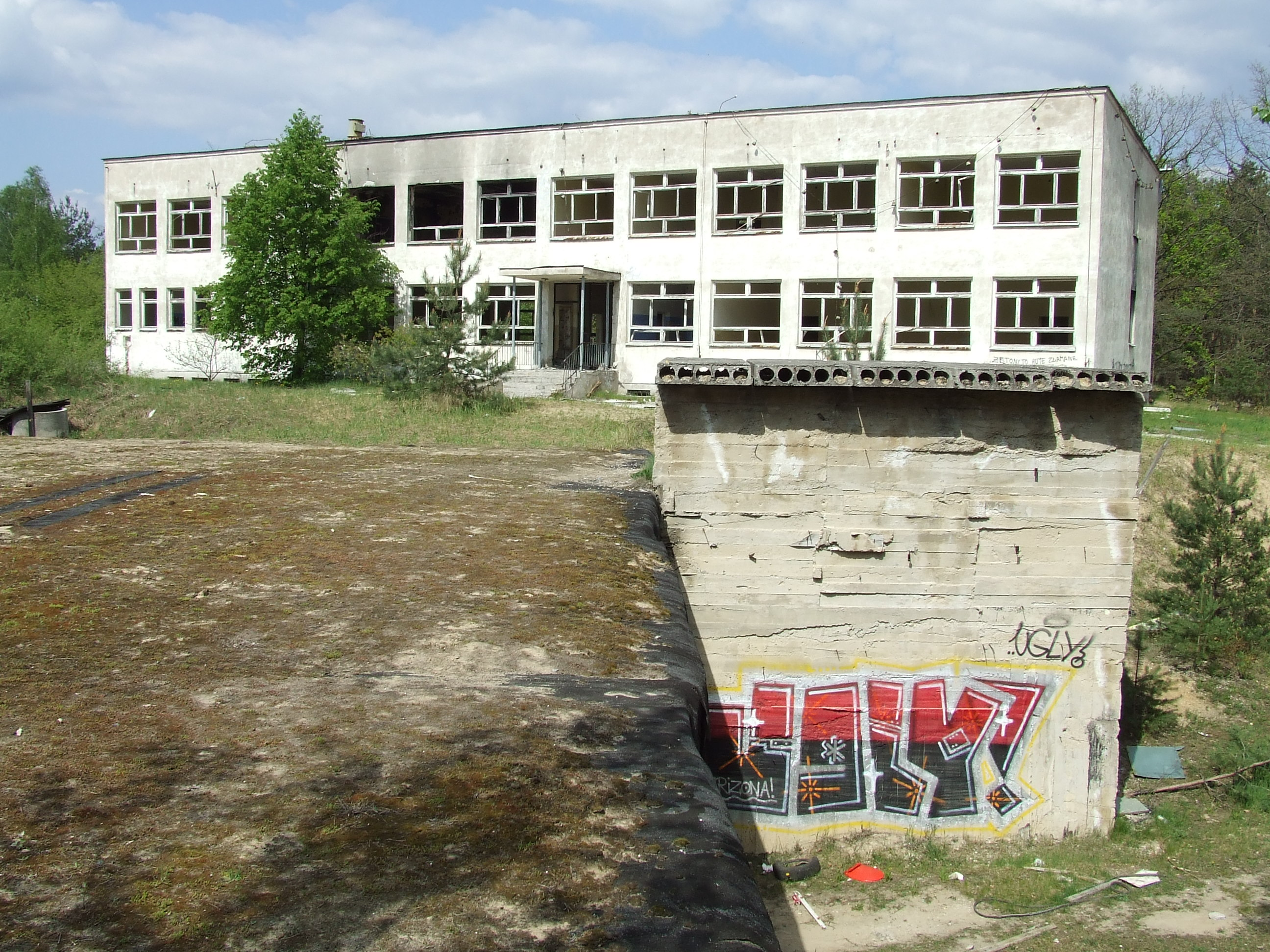
Obiekt nr 2 i wejście do obiektu nr 3 (stan w 2006, później mocno zniszczone)

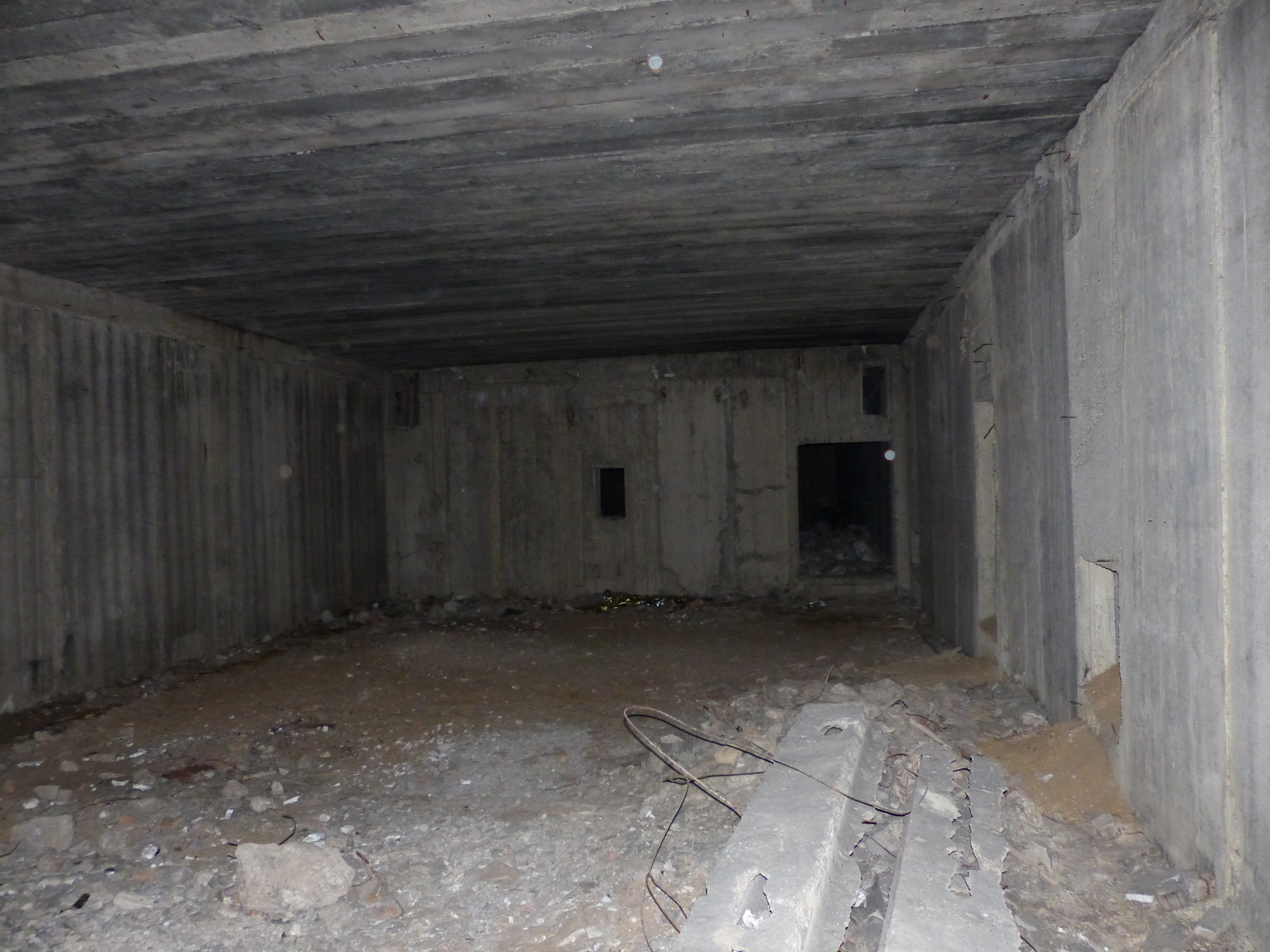
Wnętrze jednej z hal obiektu numer 3 (stan na 2014)

Atomowa Kwatera Dowodzenia – nieczynny obiekt wojskowy, zlokalizowany w Puszczy Kampinoskiej na terenie Kampinoskiego Parku Narodowego. Znajduje się w Laskach, w rejonie Dąbrowy Leśnej, w sąsiedztwie wydmy Łuże. Ten niedokończony obiekt miał służyć jako stanowisko dowodzenia na wypadek wojny atomowej.

## Historia
12 kwietnia 1962 roku resort leśnictwa przekazał wojsku 1 ha gruntu na cele obronne i dodatkowo 10 ha na cele ochrony tajemnicy tajnej strefy. Obiekt ten został opisany w protokole przekazania Kampinoskiemu Parkowi Narodowemu jako: „Kompleks numer 7215 o powierzchni jednego hektara, posiadający trzy obiekty budowlane o łącznej kubaturze 18,5 tysiąca metrów sześciennych i powierzchni użytkowej 3800 metrów kwadratowych”. Przed budową obiektu wykonano w wydmie wielki wykop w kształcie leja, a po wybudowaniu trzech budynków planowano wykopanym piachem przykryć podziemne zabudowania.
Budowę rozpoczęto w latach 60. XX wieku, zaś prace prowadzono do lat 80. – ostatni prawdopodobnie był budowany obiekt nie przykryty piachem, czyli wielka podziemna hala. Prace zostały wstrzymane m.in. na skutek wykorzystywania satelitów wywiadowczych. W trakcie budowy mieli przebywać tu z wizytacją gen. Wojciech Jaruzelski i marszałek Wiktor Kulikow. Po przekazaniu kompleksu Parkowi Narodowemu w 2004 roku, praktycznie kompletnie wyposażony obiekt, wobec braku nadzoru, był sukcesywnie rozkradany (na początek rozkradziono kable energetyczne, telefoniczne, głowice silników Diesla i inne).
W kwietniu 2017 roku naziemne obiekty AKD zostały wyburzone. W obiektach podziemnych utworzono habitat dla nietoperzy. W 2019 roku teren został udostępniony turystom: wytyczono ścieżkę edukacyjną, której tematem są murawy napiaskowe. Wybudowano także kładkę, schody na stoku Łużowej Góry oraz tablice informacyjne.

## Opis
Kompleks numer 7215 w Dąbrowie Leśnej składał się z 3 obiektów budowlanych, połączonych podziemnym korytarzem:
- Nr 1 – trzykondygnacyjny, podziemny schron dowodzenia, zamaskowany na powierzchni stacją meteo na dwóch garażach, o powierzchni około 600 m²,
- Nr 2 – dwukondygnacyjny, podpiwniczony budynek, na powierzchni przypominający budynek szkoły „tysiąclatki”, tzw. koszary,
- Nr 3 – podziemna hala-schron o wymiarach około 2700 m² (ok. 30 m na 90 m).

Obiekt nr 1 miał być schronem odpornym na ładunki nuklearne, zaopatrzonym niegdyś we własne agregaty prądotwórcze (2 silniki PZL-Wola DSRG z 1962 roku). Oprócz tego posiadał niezależną hydrofornię z pompą i dwoma zbiornikami na wodę (poziom -3), wygłuszoną Salę Bojową (poziom -2), warsztaty, łazienki i inne pomieszczenia. Z zewnątrz wyglądał na niewielki budynek, z wieżyczką stacji meteo i dwoma garażami. Za tym budynkiem, wśród zarośli na skarpie widać było elementy wentylacji i wyjścia ewakuacyjne, dzięki którym można było zorientować się, jak wyglądał układ pomieszczeń ukrytych pod ziemią. 
Obiekt nr 2 posiadał w podziemiu pompy i hydrofory, połączony był podziemnym korytarzem z obiektem nr 1. Znajdowała się tutaj m.in. kuchnia z piecem, stołówka, izby żołnierskie i łazienki, "myjka" z podłogą ułatwiającą ściekanie wody, czy pomieszczenia magazynowe.  
Obiekt nr 3 to podziemna hala, która nigdy nie została ukończona: nad dachem hali znajdowały się kominy wentylacyjne, dach nie był przykryty piachem, nie miał wylanej podłogi a miejscami widać było pozostałości szalunków na ścianach. Prawdopodobnie miał służyć jako ukryty parking dla ciężarówek, dostarczających zaopatrzenie do Kompleksu 7215, po obu stronach głównej hali ciągnęły się mniejsze pomieszczenia, kilka z nich posiadało antresole.
Z przejścia pod obiektem nr 1 odchodził dodatkowy korytarz, prowadzący do długiego, rozgałęzionego na planie krzyża tunelu równoległego do ścian obiektu nr 3, prawdopodobnie mającego służyć za koszary. Wskazują na to mocowania do prycz sterczące ze ścian, obecność śluz przejściowych (podobnie jak we wszystkich pozostałych obiektach podziemnych) i układ pomieszczeń. Dwie odnogi korytarza były zaślepione, trzecia wiodła do wyjścia ewakuacyjnego. 
Po lewej stronie drogi biegnącej do budynków Kwatery zostawiono stertę żelbetonowych belek, z których wykonano strop w budynku Obiektu nr 3. Nieco na północny wschód od trzech budynków Atomowej Kwatery Dowodzenia, na szczycie innej skarpy znajdują się pozostałości betonowych konstrukcji, przypominających włazy do wyjść ewakuacyjnych, położonych na terenie Kompleksu 7215.
Podobne obiekty znajdują się w Złotkowie koło Poznania, a także w Kompleksie bunkrów 5000 w byłym NRD w Prenden.

## Odwołanie literackie
Obiekt został opisany przez Bartka Biedrzyckiego w postapokaliptycznej powieści Kompleks 7215, jako cel wyprawy stalkerów z warszawskiego metra. Był przykrywką dla fikcyjnego NATOwskiego schronu P-1138. Losy obsady schronu zostały pokazane w kontynuacji tej książki, zatytułowanej Dworzec Śródmieście.